# Адриана Палюшева
Адриана Пандова Палюшева е българска театрална актриса.

## Биография
Родена е в София на 22 юли 1942 г.
През 1965 г. завършва актьорско майсторство за драматичен театър във ВИТИЗ в класа на проф. Никола Люцканов.
Дебютира в ролята на Анет в „На живот и смърт“ по Д. Ангелов в Родопския драматичен театър. Актриса е в Драматично-куклен театър „Васил Друмев“ Шумен, Драматичен театър „Н. О. Масалитинов“ в Пловдив и Драматично-куклен театър „Константин Величков“ Пазарджик. От 1977 до 2003 г. работи в Държавния сатиричен театър.
Адриана Палюшева умира на 78 на 12 април 2021 г.

## Театрални роли
Адриана Палюшева играе множество роли, по-значимите са:
- Шарлота – „Дон Жуан“ от Молиер
- Амалия – „Двубой“ от Иван Вазов
- Софрона – „Януари“ от Йордан Радичков
- Андрофоба – „Мъжемразка“ от Ст. Л. Костов
- Турусина – „И най-мъдрият си е малко прост“ от Александър Островски[1]

## Телевизионен театър
- „Представянето на комедията „Г-н Мортагон“ от Иван Вазов и Константин Величков в пловдивския театър „Люксембург“ в 1883 г.“ (1988) (Пелин Пелинов), 2 части – г-жа Кръстевич

## Филмография
- „Сватбите на Йоан Асен“ (1975), 2 серии - Целгуба
бивша жена на цар Калоян и стринка на Йоан Асен
- „Буна“ (1975) - Зара
- „Дневна светлина“ (1974) – жената на директора